# Thiếu tướng Quân đội nhân dân Việt Nam
Thiếu tướng Quân đội nhân dân Việt Nam là một tướng lĩnh Quân đội nhân dân Việt Nam, có bậc sĩ quan cấp tướng đứng thứ tư trong hệ thống quân hàm Quân đội nhân dân Việt Nam, với cấp hiệu 1 ngôi sao vàng.
Quân hàm Thiếu tướng trong Hải quân, còn được gọi là Chuẩn Đô đốc Hải quân Nhân dân Việt Nam.

## Lịch sử
Cấp bậc Thiếu tướng được đặt ra lần đầu tiên tại Việt Nam từ năm 1946 theo Sắc lệnh số 33 của Chủ tịch Chính phủ Việt Nam Dân chủ Cộng hòa. Theo sắc lệnh này thì cấp bậc tướng lĩnh sẽ được phong bởi sắc lệnh của Chủ tịch Chính phủ, trong đó gồm cả cấp bậc Thiếu tướng. Chín quân nhân được phong quân hàm Thiếu tướng trong đợt phong quân hàm đầu tiên năm 1948 là:
1. Trần Tử Bình
2. Văn Tiến Dũng
3. Lê Thiết Hùng
4. Lê Hiến Mai
5. Trần Đại Nghĩa
6. Hoàng Sâm
7. Nguyễn Sơn
8. Chu Văn Tấn
9. Hoàng Văn Thái

Cũng trong năm 1948, Chủ tịch Hồ Chí Minh đã ký quyết định truy phong Dương Văn Dương - Thủ lĩnh của lực lượng quân sự Bộ đội Bình Xuyên, Khu bộ phó Khu 7 - quân hàm Thiếu tướng Quân đội Quốc gia Việt Nam. Ông là vị tướng đầu tiên của Nam Bộ.

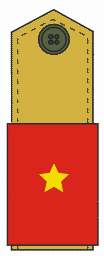
Quân hàm Thiếu tướng Quân đội Quốc gia Việt Nam (1946-1958)
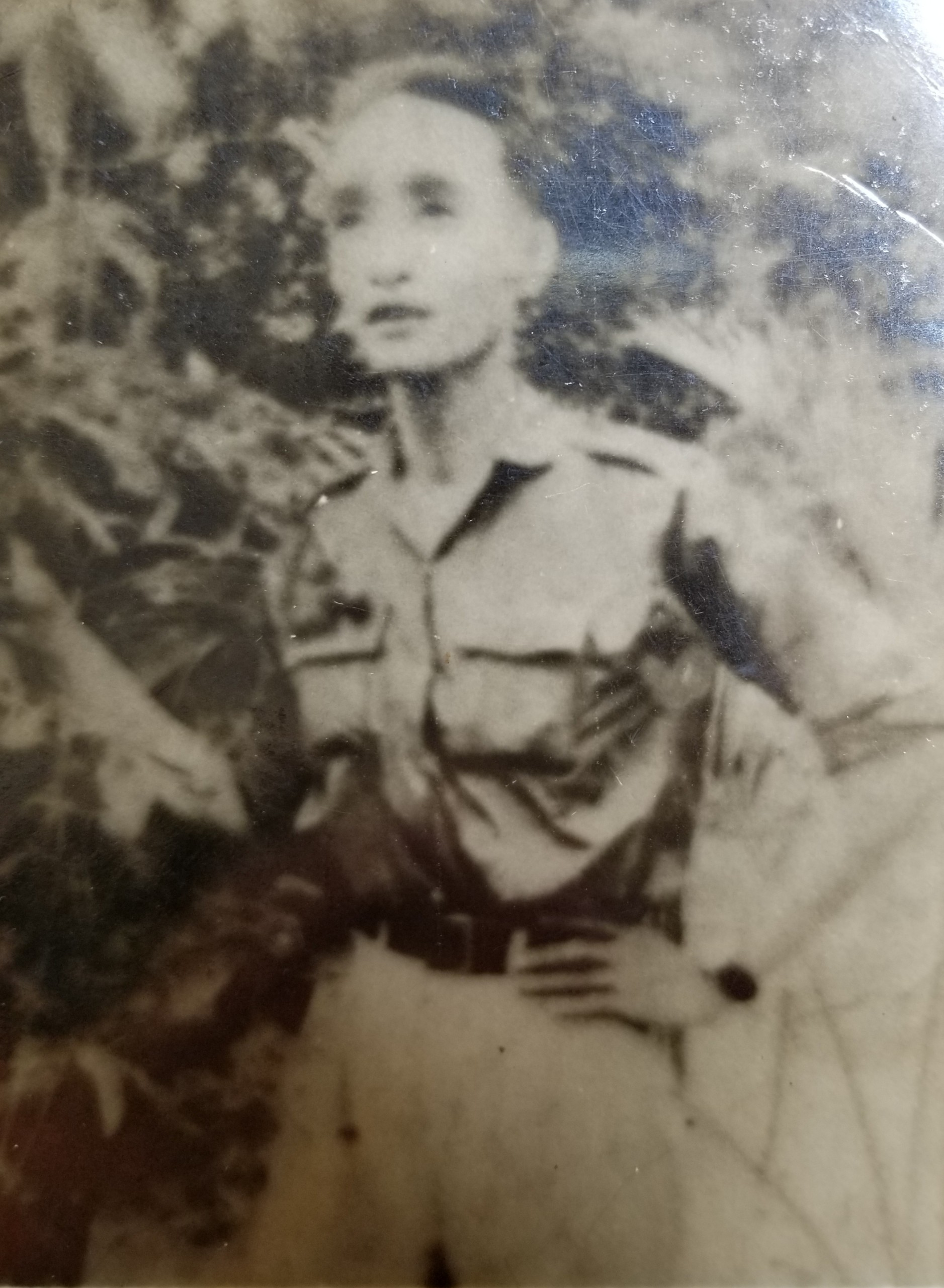
Thiếu tướng Dương Văn Dương Thủ lĩnh Bộ đội Bình Xuyên

Năm 1981, Luật về Sĩ quan Quân đội nhân dân Việt Nam có quy định bổ sung về danh xưng quân hàm Chuẩn Đô đốc Hải quân, tương đương với cấp bậc Thiếu tướng. Luật này cũng quy định:
- Thẩm quyền phong và thăng quân hàm cấp bậc Đại tướng và Thượng tướng, Đô đốc Hải quân thuộc về Chủ tịch Hội đồng Nhà nước.
- Thẩm quyền phong và thăng quân hàm cấp bậc Trung tướng, Phó Đô đốc Hải quân và Thiếu tướng, Chuẩn Đô đốc Hải quân thuộc về Chủ tịch Hội đồng Bộ trưởng.[5]

Từ năm 2013, căn cứ theo Điều 88 Hiến pháp Việt Nam năm 2013 theo Luật Sĩ quan Quân đội nhân dân Việt Nam (sửa đổi năm 2014) quy định: Các bậc hàm tướng lĩnh từ Thiếu tướng (Chuẩn Đô đốc) đến Đại tướng đều do Chủ tịch nước, kiêm Chủ tịch Hội đồng Quốc phòng và An ninh quyết định phong cấp.

Quân hàm Thiếu tướng Quân đội nhân dân Việt Nam hiện nay
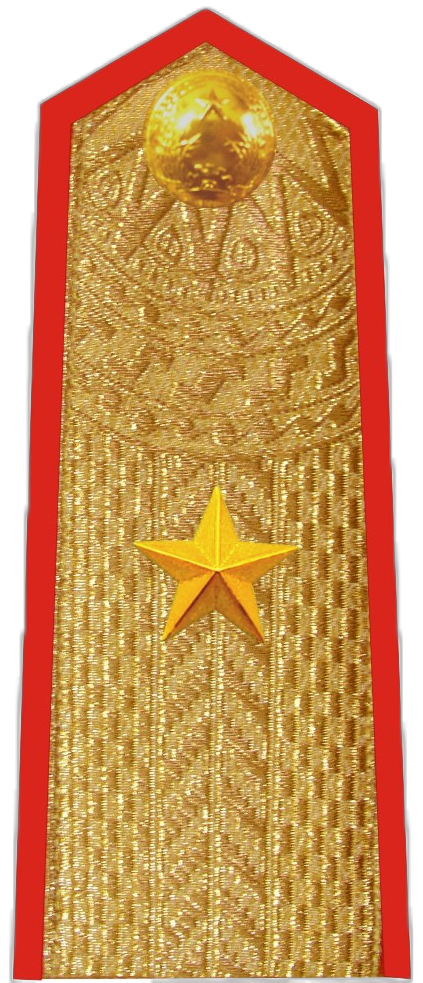
Quân hàm Thiếu tướng Lục quân nhân dân Việt Nam
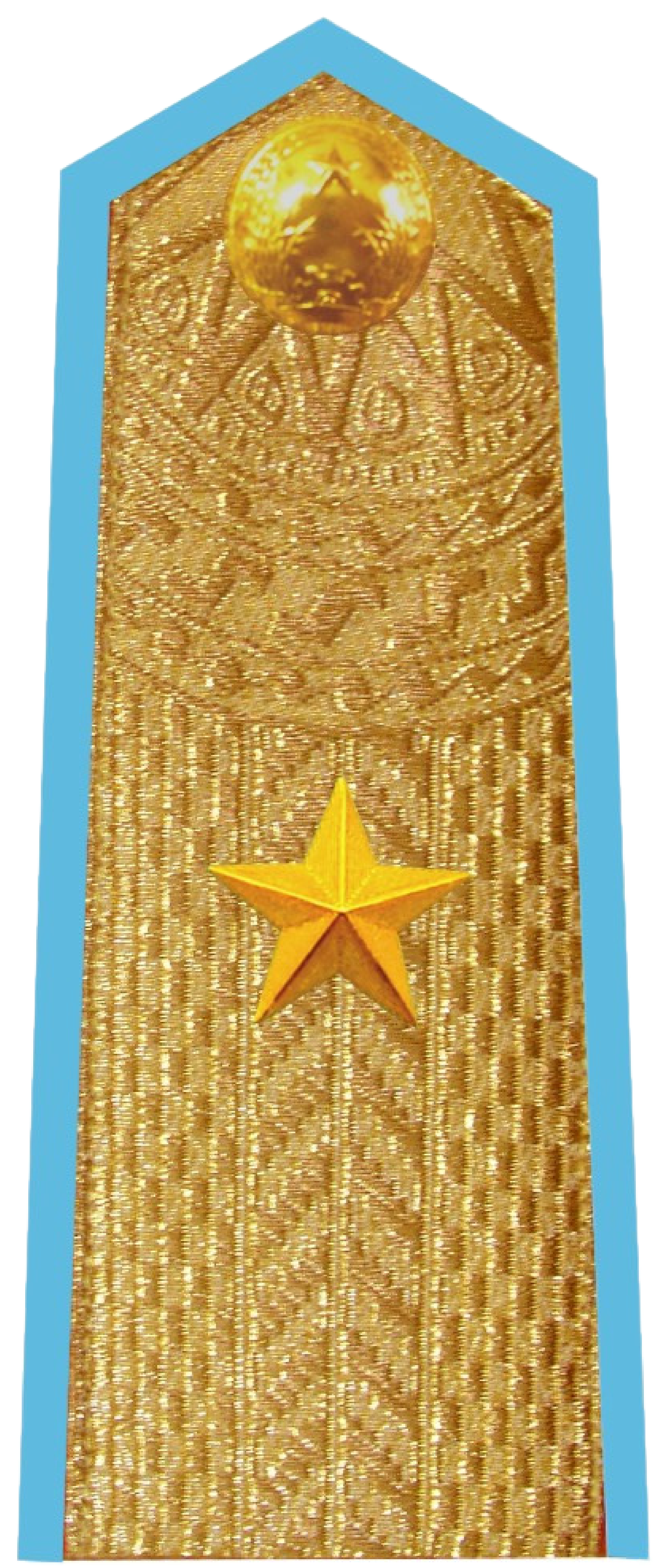
Quân hàm Thiếu tướng Quân chủng Phòng không-Không quân Việt Nam
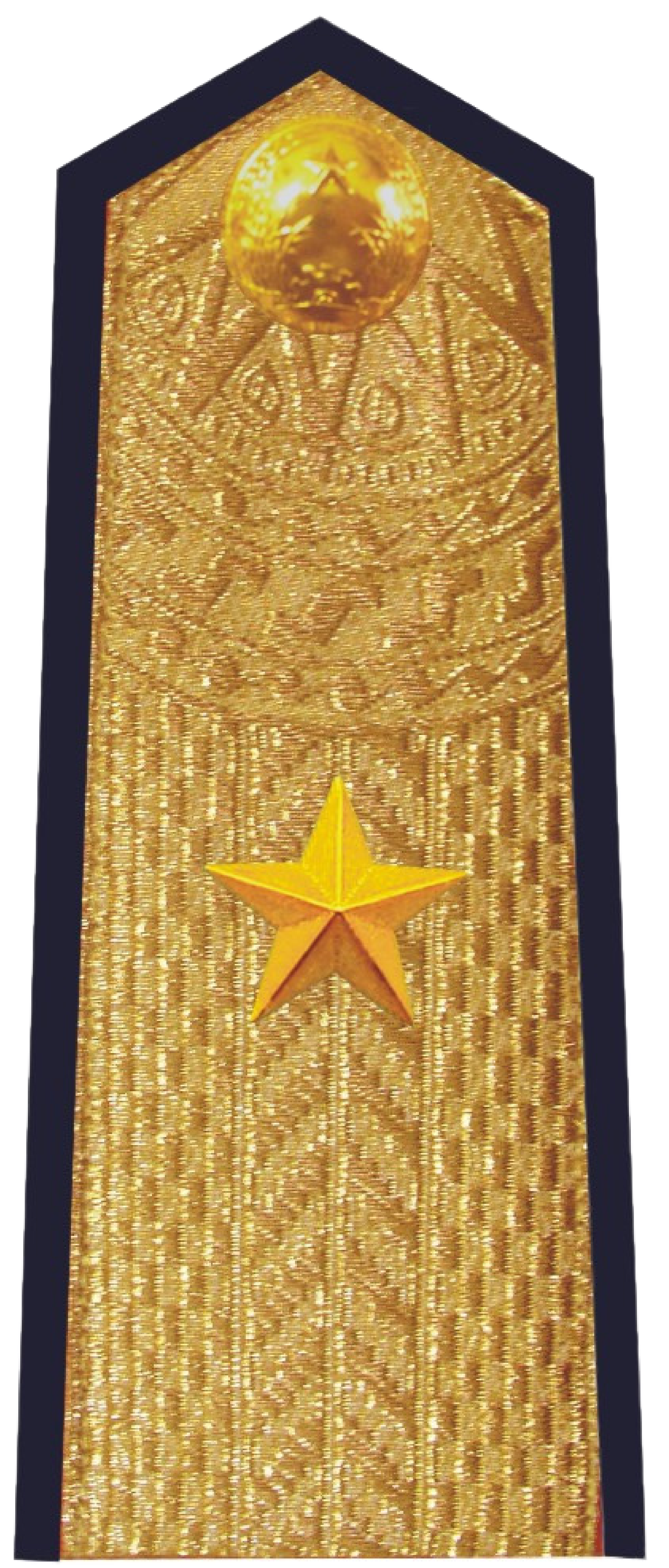
Quân hàm Chuẩn Đô đốc Hải quân nhân dân Việt Nam
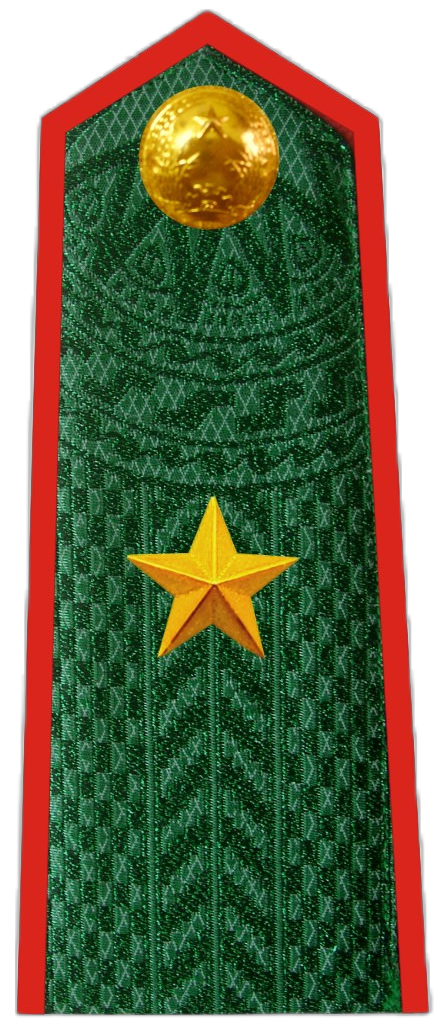
Quân hàm Thiếu tướng Bộ đội Biên phòng Việt Nam
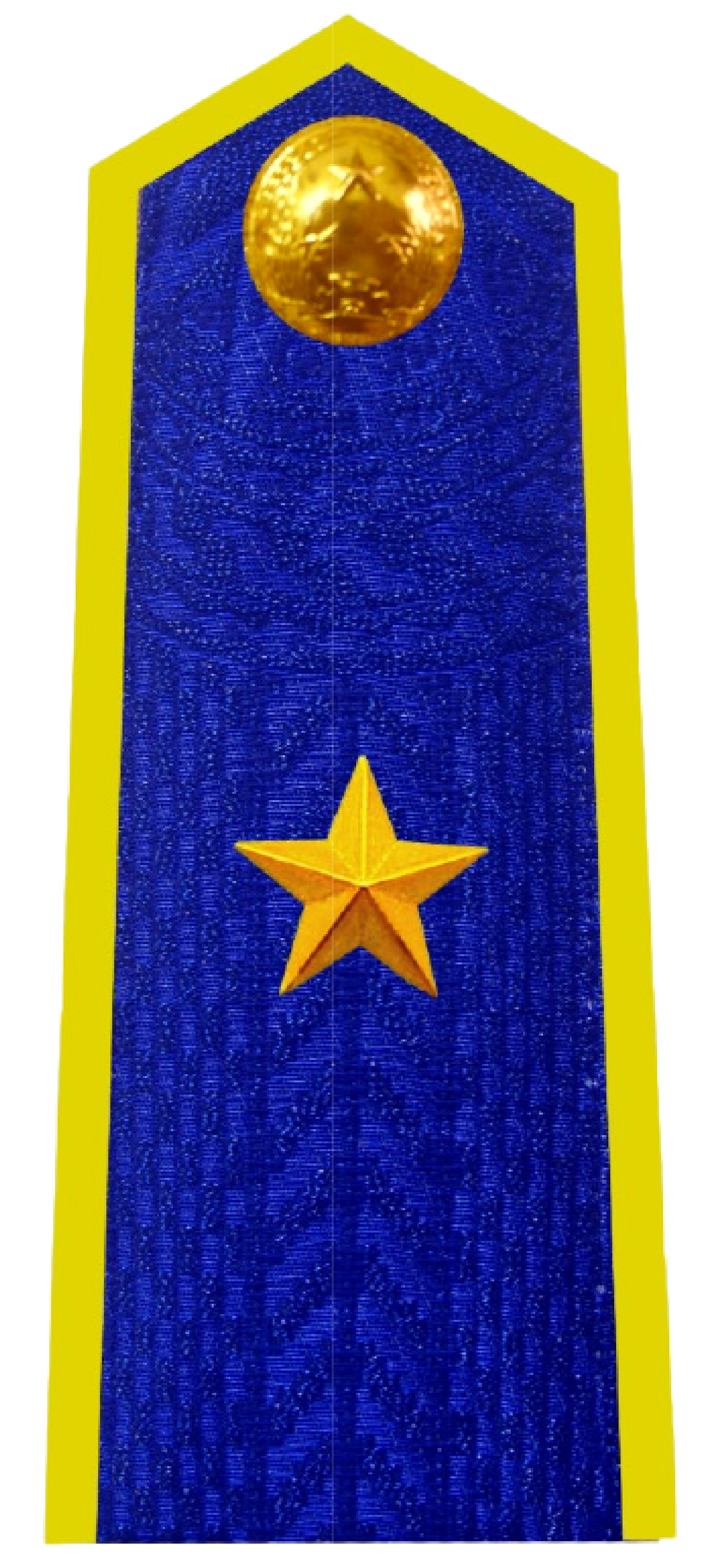
Quân hàm Thiếu tướng Cảnh sát biển Việt Nam

## Chức vụ được thăng quân hàm Thiếu tướng
Quân hàm Thiếu tướng thường được phong cho các sĩ quan cấp cao nắm giữ các chức vụ như: Tư lệnh, Chính ủy Quân đoàn, Binh chủng. Cục trưởng các Cục chuyên ngành, quan trọng thuộc Bộ, thuộc Tổng cục. Giám đốc các Học viện thuộc Quân chủng. Các cấp phó của cấp trưởng có quân hàm Trung tướng.

## Thiếu tướng trong thế kỷ 20
- Bài chi tiết: Thiếu tướng Quân đội nhân dân Việt Nam thế kỷ XX

## Thiếu tướng trong thế kỷ 21
- Bài chi tiết: Thiếu tướng Quân đội nhân dân Việt Nam thế kỷ XXI

## Các trường hợp chưa chắc chắn hoặc chưa rõ thời điểm thụ phong
| TT  | Họ tên               | Năm sinh - Năm mất | Năm thụ phong | Chức vụ khi thụ phong | Ghi chú |
| --- | -------------------- | ------------------ | ------------- | --- | --- |
| 266 | Trần Đức Việt        | 1937 -             | 1998          | Chủ nhiệm Tổng cục Công nghiệp Quốc phòng (1997 - 2000) | Ủy viên Ủy ban Khoa học, Công nghệ và Môi trường của Quốc hội                                                            |
| 267 | Nguyễn Trí Anh       |                    |               | Hiệu trưởng Đại học Ngoại ngữ Quân sự | |
| 268 | Đỗ Quốc Ân           |                    |               | Tư lệnh binh chủng Pháo binh | |
| 269 | Nguyễn Hồng Bàng     |                    |               | Chủ nhiệm Tổng cục Công nghiệp Quốc phòng | |
| 270 | Trần Bành            |                    | 2003          | Phó Chủ nhiệm Tổng cục Hậu cần | quê quán xã Song Mai, huyện Kim Động, tỉnh Hưng Yên                                                                      |
| 272 | Phạm Hữu Bồng        |                    |               | Tư lệnh Bộ đội Biên phòng | Huân chương Độc lập hạng Nhì                                                                                             |
| 273 | Nguyễn Hữu Cảng      | 1945 -             |               | Cục trưởng Cục Tài chính Bộ Quốc phòng | |
| 274 | Phùng Căn            |                    |               | Phó trưởng khoa chiến thuật, Học viện quốc phòng | |
| 275 | Nguyễn Chánh Cân     | 1926 - 2006        |               | Cục trưởng Cục Cơ yếu, Bộ Tổng Tham mưu | quê xã Phổ Vinh, Đức Phổ, Quảng Ngãi                                                                                     |
| 276 | Lê Thành Công        |                    |               | Phó Tư lệnh Quân khu 7 (1989) | |
| 277 | Lê Đình Cúc          | 1922 - 2014        |               | Chánh Văn phòng Bộ Tổng Tham mưu | |
| 278 | Lê Cư                | Mất 2007           |               | Chính ủy Binh chủng Thông tin Liên lạc (1975) | |
| 279 | Võ Văn Chót          |                    |               | Phó Tư lệnh Quân khu 4 | |
| 280 | Hoàng Ngọc Chiêu     |                    | 1987          | Phó Tư lệnh Chính trị, Quân đoàn 1 | Nguyên Chính ủy Quân đoàn 1, nguyên Bí thư Đảng ủy Bộ Tổng Tham mưu - Cơ quan BQP, nguyên Chính ủy Học viện Hậu cần.     |
| 281 | Nguyễn Phú Chút      | 1929 - 2014        |               | Phó Cục trưởng Cục Tác chiến, BTTM | quê Bình Sơn, Quảng Ngãi                                                                                                 |
| 282 | Nguyễn Ngọc Chương   |                    |               | Phó Chủ nhiệm Tổng cục Công nghiệp quốc phòng | Tiến sĩ, Phó giáo sư chuyên ngành Vũ khí                                                                                 |
| 283 | Trần Chí Cường       | 1926 - 2009        |               | Phó Chủ nhiệm Tổng cục Hậu cần | |
| 284 | Nguyễn Trường Cửu    |                    |               | Phó Tổng Giám đốc Trung tâm nhiệt đới Việt - Nga | phó Giáo sư, Viện sĩ |
| 285 | Võ Văn Dần           | đã mất             |               | Tư lệnh Quân đoàn 4 (1982 - 1988) | |
| 286 | Hoàng Dũng           | 1927 -             |               | Chánh Văn phòng Bộ Tổng Tham mưu | |
| 287 | Nguyễn Văn Dũng      |                    |               | Phó Chủ nhiệm Tổng cục Hậu cần | |
| 288 | Trần Ánh Dương       |                    |               | Tổng Biên tập Tạp chí Kiến thức Quốc phòng hiện đại | Phó Tổng cục trưởng Tổng cục II                                                                                          |
| 289 | Bùi Thúc Dưỡng       |                    |               | Trưởng khoa lịch sử quân sự - Học viện quốc phòng | |
| 290 | Nguyễn Văn Đà        |                    |               | Chủ nhiệm Tổng cục Hậu cần (1997 - 2001) | |
| 291 | Dương Đàm            |                    |               | Cục trưởng Cục quân lực BTTM (1994 - 1998) | |
| 292 | Nguyễn Văn Hoàng Đạo |                    |               | Giám đốc Bệnh viện 175 | |
| 294 | Phan Văn Đường       | 1921 - 1998        |               | Ủy viên Thường trực Ủy ban Kiểm tra Quân ủy Trung ương | |
| 295 | Nguyễn Hữu Hạ        |                    |               | Cục trưởng Cục Điều tra hình sự | |
| 296 | Nguyễn Hải           | 1925 -             |               | Tư lệnh Binh đoàn 15 (1985 - 1997) | |
| 297 | Lê Hải               |                    |               | | |
| 298 | Đỗ Hữu Hạnh          |                    |               | Cục trưởng Cục Chính trị, Quân khu 5 | |
| 299 | Hồ Sỹ Hậu            | 1947 -             |               | Cục trưởng Cục Kinh tế | nghỉ hưu kể từ ngày 01/03/2007                                                                                           |
| 300 | Nguyễn Hiền          | 1930 - 2021        |               | Phó Tư lệnh chính trị Quân đoàn 14 (Quân khu I) | |
| 301 | Phan Văn Hòe         |                    |               | Trưởng khoa chiến dịch - Học viện quốc phòng | |
| 302 | Ngô Huy Hồng         |                    |               | Chủ nhiệm Tổng cục Hậu cần | |
| 303 | Vũ Việt Hồng         | đã mất             |               | Phó Tư lệnh Quân khu 1 | Dân tộc Tày |
| 304 | Trịnh Vương Hồng     |                    |               | Viện trưởng Viện Lịch sử quân sự Việt Nam | Phó Giáo sư, Tiến sĩ. Nghỉ hưu từ 1/1/2008                                                                               |
| 305 | Hồ Quang Hóa         |                    |               | Tham mưu trưởng quân tình nguyện VN tại Campuchia. | Năm 1984 bị kỷ luật hạ xuống cấp đại tá, Hiệu trưởng Trường Sĩ quan Lục quân 2                                           |
| 306 | Ngô An Hợi           |                    |               | Chánh Văn phòng Bộ Tổng Tham mưu | |
| 307 | Hoàng Đăng Huệ       | 1932 - 2015        |               | Phó Tư lệnh về chính trị (Chính ủy) Bộ tư lệnh Tăng Thiết giáp | Quê xã Hoàng Thanh, Huyện Hiệp Hòa, tỉnh Bắc Giang                                                                       |
| 308 | Trịnh Ngọc Huyền     |                    |               | Tư lệnh Bộ đội Biên phòng | |
| 309 | Nguyễn Như Huyền     |                    |               | Phó Viện trưởng Viện Chiến lược Quân sự | |
| 310 | Trần Duy Hương       |                    |               | Tổng Biên tập Tạp chí Quốc phòng Toàn dân | Ủy viên thường vụ Trung ương Hội Cựu chiến binh Việt Nam, Trưởng ban tuyên giáo                                          |
| 311 | Phạm Văn Kha         | 1921 -             |               | Tham mưu trưởng Quân khu 4 Chỉ huy trưởng Bộ Chỉ huy Quân sự tỉnh Lâm Đồng | Chủ tịch Hội Cựu chiến binh tỉnh Lâm Đồng                                                                                |
| 312 | Nguyễn Viết Khai     |                    |               | Chính ủy Trường sĩ quan Lục quân 2 | |
| 313 | Trịnh Quốc Khánh     |                    |               | Tổng Giám đốc Trung tâm nhiệt đới Việt - Nga | |
| 314 | Cao Xuân Khuông      | 1942 -             |               | Tỉnh đội trưởng Tỉnh đội Nghệ An, Phó Tư lệnh Quân khu 4 (1995 - 2009) | Chủ tịch Hội Cựu chiến binh tỉnh Nghệ An                                                                                 |
| 115 | Hoàng Kiên           |                    |               | Phó chủ nhiệm Bí thư Đảng ủy Tổng cục Công nghiệp QP | |
| 316 | Huỳnh Kim            |                    |               | | |
| 317 | Nguyễn Ngọc Lâm      | 1950 -             |               | Chính ủy Bộ Tư lệnh Bảo vệ Lăng Chủ tịch Hồ Chí Minh | |
| 318 | Hoàng Lê             |                    |               | Phó Giám đốc Học viện Lục quân | |
| 319 | Lê Kế Lâm            | 1935 -             |               | Giám đốc Học viện Hải quân | Chuẩn đô đốc, Nhà giáo Nhân dân, Phó giáo sư, Tiến sĩ                                                                    |
| 320 | Hồ Trí Liêm          |                    |               | Tư lệnh Binh chủng Thông tin Liên lạc | |
| 321 | Vũ Quang Lộc         |                    |               | Phó Giám đốc Học viện Chính trị Quân sự | Nhà giáo Nhân dân (2006)                                                                                                 |
| 322 | Cao Minh             |                    |               | | |
| 333 | Đặng Văn Năm         |                    |               | Phó Tư lệnh về Chính trị Quân đoàn 4 | Chính ủy Quân đoàn 4 (từ 2006)                                                                                           |
| 344 | Trần Văn Nghị        |                    |               | Tư lệnh Binh chủng Hóa học | |
| 345 | Trần Đình Nghĩa      |                    |               | Cục trưởng Cục Quản lý xe máy, TCKT (1990 - 1996) | |
| 346 | Lê Trung Ngôn        | 1926-1986          | 1985          | Phó Tư lệnh kiêm TMT Binh chủng Công binh Tư lệnh Binh đoàn 11 | |
| 347 | Ngô Chí Nhân         |                    |               | Cục trưởng Cục Tác chiến Điện tử Bộ Tổng Tham mưu | nghỉ hưu từ ngày 1/7/2008                                                                                                |
| 348 |                      |                    |               | | |
| 349 | Trịnh Văn Noi        |                    |               | Phó giám đốc Học viện Lục quân Đà Lạt | |
| 350 | Nguyễn Chu Phác      | 1934 -             |               | Cục trưởng Cục nhà trường Bộ Tổng tham mưu | Tiến sĩ tâm lý, nhà văn                                                                                                  |
| 351 | Nây Phao             |                    |               | Chỉ huy trưởng Bộ chỉ huy quân sự tỉnh Đắc Lắc | |
| 352 | Phạm Ngọc Phán       | đã mất             |               | Cục trưởng Cục Tổ chức Tổng cục Chính trị | |
| 353 | Ngô Huy Phát         |                    |               | Cục trưởng Cục Khoa học công nghệ và môi trường | Phó Giáo sư, Tiến sĩ |
| 354 | Nguyễn Phong Phú     |                    |               | Trưởng bộ phận Thường trực Ban Chỉ đạo Trung ương 6 (2), Tổng cục Chính trị | |
| 355 | Nguyễn Quang Phúc    |                    |               | Chính ủy Học viện Quân y | |
| 356 | Nguyễn Duy Phê       |                    |               | Phó trưởng ban Ban cơ yếu Trung ương | Huân chương Độc lập hạng Nhất                                                                                            |
| 357 | Cao Tiến Phiếm       |                    |               | Chánh văn phòng Bộ Quốc phòng, Trợ lý Tổng Bí thư | Huân chương Độc lập hạng Ba                                                                                              |
| 358 | Nguyễn Quang Phúc    |                    |               | Chính ủy Học viện Quân y (- 2007) | |
| 359 | Đặng Huyền Phương    |                    |               | Phó Chủ nhiệm kiêm TMT Tổng cục Hậu cần (- 1991) | Phó Giáo sư |
| 360 | Đinh Tích Quân       |                    |               | Trưởng khoa Mác-Lênin, Học viện Quốc phòng | |
| 361 | Trần Sơn             | 1924 - 2002        |               | Tư lệnh Bộ Tư lệnh 300 Cục Trưởng Cục Quản lý giáo dục Bộ TMT | |
| 362 | Nguyễn Duy Sơn       | 1924 - 1999        | 1984          | Phó Giám đốc Học viện Chính trị Quân sự (1979 - 1990) | |
| 363 | Phạm Văn Sang        |                    |               | Phó Cục trưởng Cục Kinh tế | Trước khi về Cục KT, Thiếu tướng Phạm Văn Sang làm Tư lệnh Binh đoàn 12, TGĐ Tổng Cty XD Trường Sơn                      |
| 364 | Lê Quang Sang        |                    |               | | |
| 365 | Hồ Văn Sanh          |                    |               | Cục trưởng Cục Chính trị, Quân khu 9 | |
| 366 | Võ Sổ                |                    |               | | Thiếu tướng Võ Sở, nguyên Phó tư lệnh chính trị Binh đoàn 12, người Quảng Ngãi                                           |
| 367 | Lê Thanh             |                    |               | Tổng thư ký Hội CCB Việt Nam | |
| 368 | Đoàn Y Thanh         |                    |               | Phó Tư lệnh Quân khu 5 | |
| 369 | Đinh Văn Thành       |                    |               | | |
| 370 | Lê Minh Thắng        |                    |               | Phó tư lệnh Quân khu 7 (2005 - 2010) | |
| 371 | Lê Hồng Thỏa         |                    |               | Chỉ huy trưởng Bộ Chỉ huy quân sự tỉnh Quảng Trị | |
| 372 | Nguyễn Đồng Thoại    | 1932 -             |               | Phó Cục trưởng Cục Tác chiến Bộ Tổng tham mưu | |
| 373 | Trần Ngọc Thổ        | 1949 -             |               | Tham mưu trưởng Quân khu 7 | Chủ tịch Hội nạn nhân chất độc da cam Thành phố Hồ Chí Minh                                                              |
| 374 | Vũ Hắc Thông         |                    |               | cán bộ tổng kết Cục Dân quân Tự vệ Bộ Tổng tham mưu | |
| 375 | Nguyễn Quang Thống   |                    |               | Tổng biên tập Báo Quân đội nhân dân | |
| 376 | Bùi Minh Thứ         | 1947 - 2022        | 2002          | Phó Tư lệnh Tham mưu trưởng Quân khu Thủ đô | Dân tộc Mường, nghỉ hưu 2007                                                                                             |
| 377 | Nguyễn Duy Thương    |                    |               | Trưởng khoa chiến thuật - Học viện quốc phòng | |
| 378 | Phan Quang Tiệp      |                    |               | Tư lệnh Binh đoàn 12 | |
| 379 | Nguyễn Bá Tòng       |                    |               | Phó Tư lệnh về chính trị Binh đoàn 12 | |
| 380 | Đinh Trí             |                    |               | | Chủ tịch Hội Cựu chiến binh Đà Nẵng                                                                                      |
| 381 | Nguyễn Đức Trí       | 1925 -             |               | cán bộ Tổng cục II | |
| 382 | Tô Quốc Trịnh        | 1946 -             |               | Phó Chánh Thanh tra Bộ Quốc phòng | |
| 383 | Nguyễn Chí Trung     | 1930 -             |               | Trợ lý Tổng Bí thư Phó Tổng Biên tập Tạp chí Văn nghệ Quân đội | Nhà văn Giải thưởng văn học Asean                                                                                        |
| 384 | Nguyễn Bá Tuấn       | 1952 - 2005        |               | Phó tư lệnh kiêm Tham mưu trưởng Quân khu 4 | mất ngày 26/01/2005 do tai nạn máy bay                                                                                   |
| 385 | Hoàng Tuyên          | 1948 -             |               | Chính ủy Trung tâm Khoa học - Kỹ thuật Công nghệ quân sự | |
| 386 | Nguyễn Đôn Tự        | ? - 2009           |               | | |
| 387 | Nguyễn Tấn           |                    |               | Phó Tư lệnh Bộ đội Biên phòng | |
| 388 | Phạm Minh Thanh      | ? - 1998           |               | Cục trưởng Cục Nhà trường Bộ Tổng Tham mưu | mất vì tai nạn máy bay tại Lào ngày 25 tháng 5 năm 1998                                                                  |
| 389 | Trịnh Đình Thắng     |                    |               | Phó Giám đốc về chính trị Học viện Quốc phòng | |
| 390 | Tống Ngọc Thắng      |                    |               | Tư lệnh Binh chủng Pháo binh | Cục trưởng Cục quân lực Bộ Tổng tham mưu (1998 - 2004)                                                                   |
| 391 | Trần Minh Thiết      | ? - 1998           |               | | mất vì tai nạn máy bay tại Lào ngày 25 tháng 5 năm 1998                                                                  |
| 392 | Hà Thiệu             |                    |               | Tư lệnh Binh đoàn 15 - 16 (Hai lần tư lệnh) | nghỉ hưu kể từ ngày 01/03/2007                                                                                           |
| 393 | Trần Xuân Thu        |                    |               | Tổng Giám đốc Trung tâm Nhiệt đới Việt - Nga | Hiện là Phó chủ tịch kiêm Tổng Thư ký Hội nạn nhân chất độc da cam/dioxin Việt Nam, Phó Chủ tịch Hội hữu nghị Việt - Nga |
| 394 | Vũ Xuân Thủy         | 1938 - 1998        |               | Phó Cục trưởng Cục Tác chiến, BTTM | mất vì tai nạn máy bay tại Lào ngày 25 tháng 5 năm 1998                                                                  |
| 395 | Nguyễn Ngọc Thực     |                    |               | Phó Tư lệnh Bộ đội Biên phòng | |
| 396 | Phạm Tuyến           |                    |               | Giám đốc Học viện Hậu cần | |
| 397 | Trần Thức Vân        |                    |               | Viện trưởng Viện Kỹ thuật Quân sự | Giáo sư, Tiến sĩ |
| 398 | Nguyễn Khắc Viện     |                    |               | Hiệu trưởng Trường Sĩ quan Lục quân 1 (1997 - 2002) | |
| 399 | Nguyễn Bắc Việt      |                    |               | biệt phái Vụ trưởng Vụ I, Bộ Giáo dục và Đào tạo | |
| 400 | Nguyễn Văn Xuyên     |                    |               | Chủ nhiệm chính trị Học viên Quân sự cấp cao | |
| 401 | Lê Đình Yên          |                    |               | Thiếu tướng Lê Đình Yên nguyên Chủ nhiệm ủy ban kiểm tra Quân khu 5. Quê quán: Xóm 7 nay thuộc thôn Đông Yên 1, xã Bình Dương, huyện Bình Sơn, tỉnh Quảng Ngãi. Thiếu tướng Lê Đình Yên và thiếu tướng Đoàn Y Thanh - phó Tư lệnh Quân khu 5 là hai người cùng sinh ra và lớn lên tại xóm Mành (một xóm chuyên đánh bắt gần bờ cạnh sông Trà Bồng) | Thiếu tướng Lê Đình Yên chết năm 1986. Thiếu tướng Đoàn Y Thanh chết năm 2016                                            |
| 402 | Nguyễn Hồng Lâm      | 1968               |               | Cục trưởng Cục Kế hoạch và Đầu tư - Bộ Quốc phòng | |